# Phillip Cocu
Phillip John William Cocu (Eindhoven, 29 ottobre 1970) è un allenatore di calcio ed ex calciatore olandese, di ruolo centrocampista.

## Caratteristiche tecniche
Giocatore duttile, ha ricoperto diversi ruoli: ala sinistra, centrocampista di fascia, mediano, terzino sinistro e marcatore.

## Carriera

### Giocatore

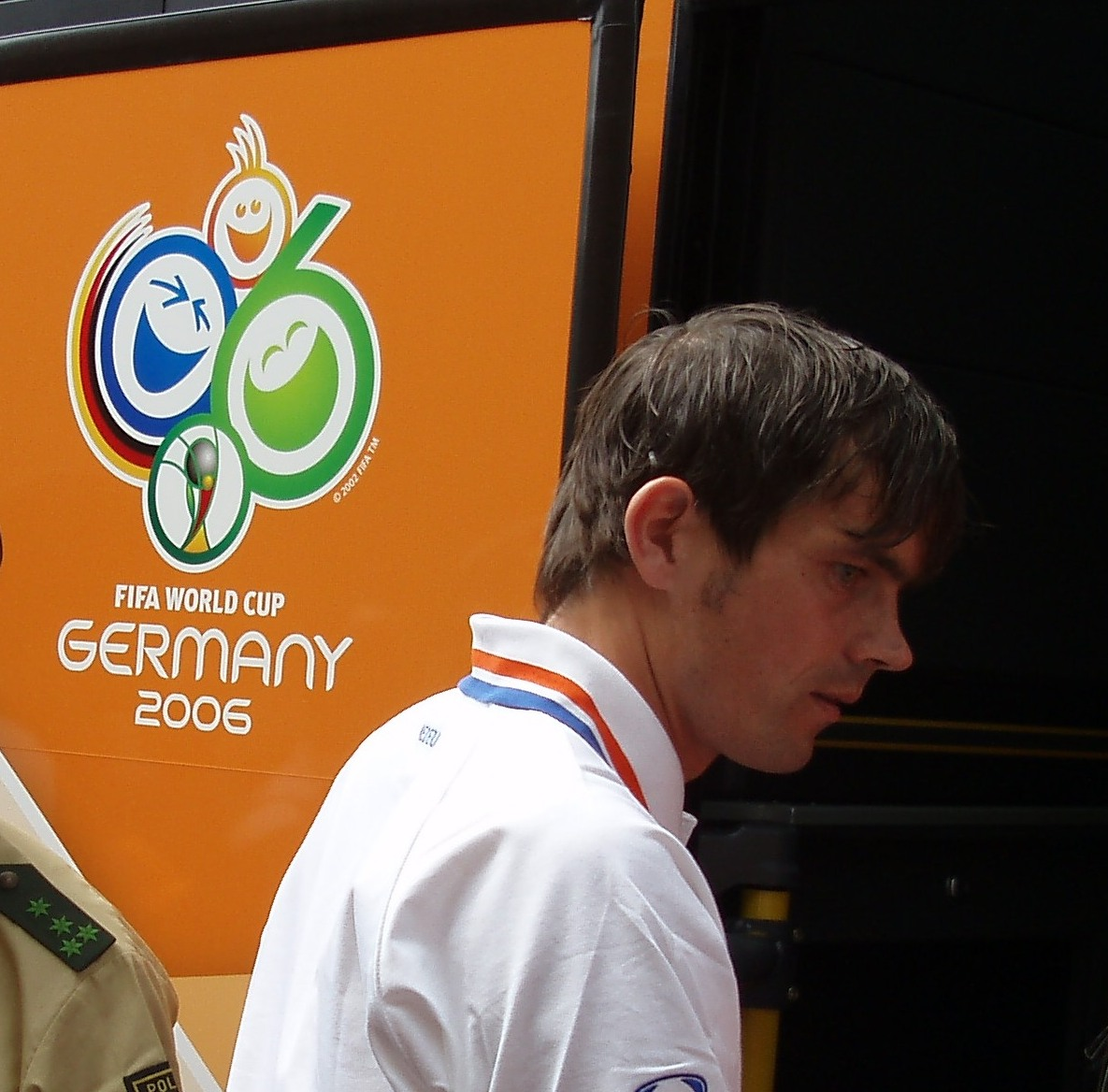
Cocu alla Coppa Del Mondo 2006

#### Club

##### AZ e Vitesse
Iniziata la carriera nell'AZ Alkmaar, esordì come ala sinistra in Eerste Divisie all'età di diciotto anni, il 22 gennaio 1989, contro il N.E.C.. Due settimane dopo realizzò due gol nella partita di Coppa d'Olanda contro il Fortuna Sittard, rete cui fece seguito il primo gol in campionato contro il SVV, a marzo. Nella stagione d'esordio segnò quattro gol.
Nell'annata 1989-1990 fu titolare della squadra, per poi essere ceduto, nell'estate del 1990, al Vitesse.
La stagione 1990-1991 fu difficile: a causa di un infortunio giocò solo otto partite con il Vitesse. Nell'annata seguente giocò con regolarità, assommando 33 presenze e 3 gol. Il primo gol con la maglia del Vitesse lo realizzò nell'agosto del 1991 contro l'ADO Den Haag. Ad Arnhem passò dal ruolo di ala sinistra a quello di centrocampista centrale, su intuizione dell'allenatore Herbert Neumann.
Nel 1992 Cocu esordì nelle coppe europee, giocando contro il Derry City in Coppa UEFA. Cocu fu decisivo nel turno seguente, quando il Malines fu eliminato grazie ad un suo gol con tiro dalla distanza segnato nella gara di ritorno in Belgio (0-1). La squadra di Arnhem fu poi eliminata dal Real Madrid. Nella Eredivisie il club si piazzò quarto e Cocu totalizzà 6 gol in 36 partite. Ancora più fruttuosa fu a livello personale la stagione 1993-1994: i numeri di Cocu migliorarono anche in fase realizzativa, con ben 11 gol in 33 partite di campionato, di cui 3 in un solo match, nella partita vinta per 5-0 contro il Go Ahead Eagles nel dicembre 1993.
Suscitato l'interesse di Louis van Gaal e dell'Ajax, rimase un'altra stagione ad Arnhem perché la dirigenza dei lancieri non trovò l'accordo economico con il Vitesse. Nel 1994-1995 mise a registro 5 gol in 29 presenze in massima serie

##### PSV
Nel 1995 Cocu si trasferì al PSV. Rimase ad Eindhoven per tre stagioni, in cui vinse un campionato nel 1996-1997, una Coppa d'Olanda nel 1995-1996 (suo il primo gol nella finale vinta per 5-2 contro lo Sparta Rotterdam) e due Supercoppe d'Olanda nel 1996 e nel 1997 (realizzò una doppietta contro il Roda JC per il 3-1 finale).

##### Barcellona
Passò al Barcellona nel 1998, dopo il mondiale di Francia. Vi militò per diversi anni, divenendone elemento fondamentale e capitano.
Nella stagione d'esordio trovò molti connazionali: l'allenatore Louis van Gaal, i calciatori Michael Reiziger, Frank de Boer, Patrick Kluivert, Boudewijn Zenden, Ronald de Boer e Winston Bogarde. Titolare del centrocampo catalano con Luís Figo e Pep Guardiola, Cocu disputò 36 partite di campionato segnando 12 gol, contribuendo alla vittoria della Liga nel 1998-1999. Nella stagione seguente il Barcellona si piazzò secondo in campionato, con Cocu che realizzò 6 gol nella Liga, incluse due doppiette nelle partite vinte contro Real Oviedo (3-2) e Athletic Bilbao (0-4), e giunse in semifinale di Champions League, dove fu eliminato dal Valencia (Cocu fu autore dell'ultimo gol nel match di ritorno contro i valenciani). Nel 2000 van Gaal fu sostituito da Lorenzo Serra Ferrer e Carles Rexach, ma le prestazioni degli azulgrana peggiorarono: due quarti posti e un sesto posto nel 2002-2003, prima stagione di Cocu come capitano. L'ultima stagione del centrocampista nelle file del Barcellona fu vissuta con l'allenatore olandese Frank Rijkaard: al termine dell'annata 2003-2004, dopo 205 presenze nella Liga e 291 presenze totali con il Barcellona (all'epoca due record per un calciatore straniero con la maglia del Barça, primati poi superati da Lionel Messi), Cocu lasciò la Catalogna.

##### Ritorno al PSV
Nel 2004 tornò al PSV, con cui firmò inizialmente un contratto biennale. In tre stagioni vinse 3 campionati olandesi (2005, 2006, 2007) e 1 Coppa d'Olanda (2004-2005). Formò un valido centrocampo con Johann Vogel e il capitano Mark van Bommel, raggiungendo anche la semifinale di Champions League nel 2004-2005, quando il PSV fu eliminato dal Milan. In quella edizione della Champions Cocu segnò il gol del PSV nella sfida esterna dei quarti di finale contro il Olympique Lione (1-1) e due gol nella semifinale di ritorno contro i rossoneri, di cui uno allo scadere del match di ritorno, vinto per 3-1 dopo la sconfitta per 2-0 a San Siro. Nel 2005, dopo la partenza di Mark van Bommel, Cocu fu nominato capitano del PSV da Guus Hiddink. Nel 2005-2006 fu votato secondo miglior giocatore del campionato olandese, vinto con la sua squadra per il secondo anno consecutivo. Rinnovato il contratto per un'altra stagione, nel 2006-2007 vinse per la terza volta di fila il titolo olandese, contribuendo al decisivo successo per 5-1 contro il Vitesse all'ultima giornata. Il gol finale di Cocu, infatti, permise alla squadra di Eindhoven di superare per differenza reti l'Ajax e vincere l'Eredivisie.

##### Al-Jazira
Nel 2007 si trasferì all'Al-Jazira Club, negli Emirati Arabi Uniti, e qui trascorse la sua ultima stagione da calciatore. Si ritirò dall'attività agonistica nel 2008.

#### Nazionale
Conta 101 presenze e 10 gol con la nazionale olandese, della quale è stato capitano. Attualmente è all'ottavo posto come numero di presenze all time orange. Un suo compagno di squadra fu il portiere Van der Sar, con cui condivide la data di nascita. La sua prima rete è arrivata nel 1996 in amichevole contro l'Irlanda, suo il gol del 3-1 finale al minuto 88.
Ha partecipato a due campionati del mondo (1998 e 2006) e tre campionati d'Europa (1996, 2000 e 2004).

### Allenatore

#### Gli inizi
Dopo il ritiro, Cocu è diventato allenatore: dal 1º luglio 2008 al 30 giugno 2012 lavora per l'Olanda di Bert van Marwijk come vice-allenatore e dal 1º luglio 2008 al 29 gennaio 2009 ha allenato le giovanili del PSV. Dal 29 gennaio 2009 all'11 marzo 2012 è stato vice-allenatore di Fred Rutten.
Dal 12 marzo 2012 subentra a Fred Rutten sulla panchina dei biancorossi coadiuvato da Ernest Faber. Debutta tre giorni più tardi riuscendo solo a pareggiare per 1-1 la sfida di ritorno con il Valencia dopo che all'andata gli spagnoli avevano vinto per 4-2. Il 18 marzo debutta in campionato vincendo 5-1 lo scontro diretto contro l'Heerenveen. Tre giorni più tardi vince ancora contro l'Heerenveen per 1-3, gara valida per l'accesso alla finale della Coppa d'Olanda. L'8 aprile vincendo poi anche la finale per 3-0 contro l'Heracles Almelo conquista il suo primo trofeo da allenatore.
Conclude il campionato al 3º posto, valido per l'accesso diretto all'Europa League, prima di lasciare il posto al più esperto Dick Advocaat.

#### I successi con il PSV
Dopo aver allenato per una stagione la selezione A-1 del PSV (dal 01/07/2012 al 30/06/2013), il 1º luglio 2013 torna a sedere sulla panchina della prima squadra in sostituzione di Advocaat.
Il 27 marzo 2014 viene operato per la rimozione di un tumore alla schiena e a maggio torna ad allenare il PSV concludendo il campionato al 4º posto mentre in Europa League il cammino termina già alla fase ai gironi e in Coppa d'Olanda al terzo turno.

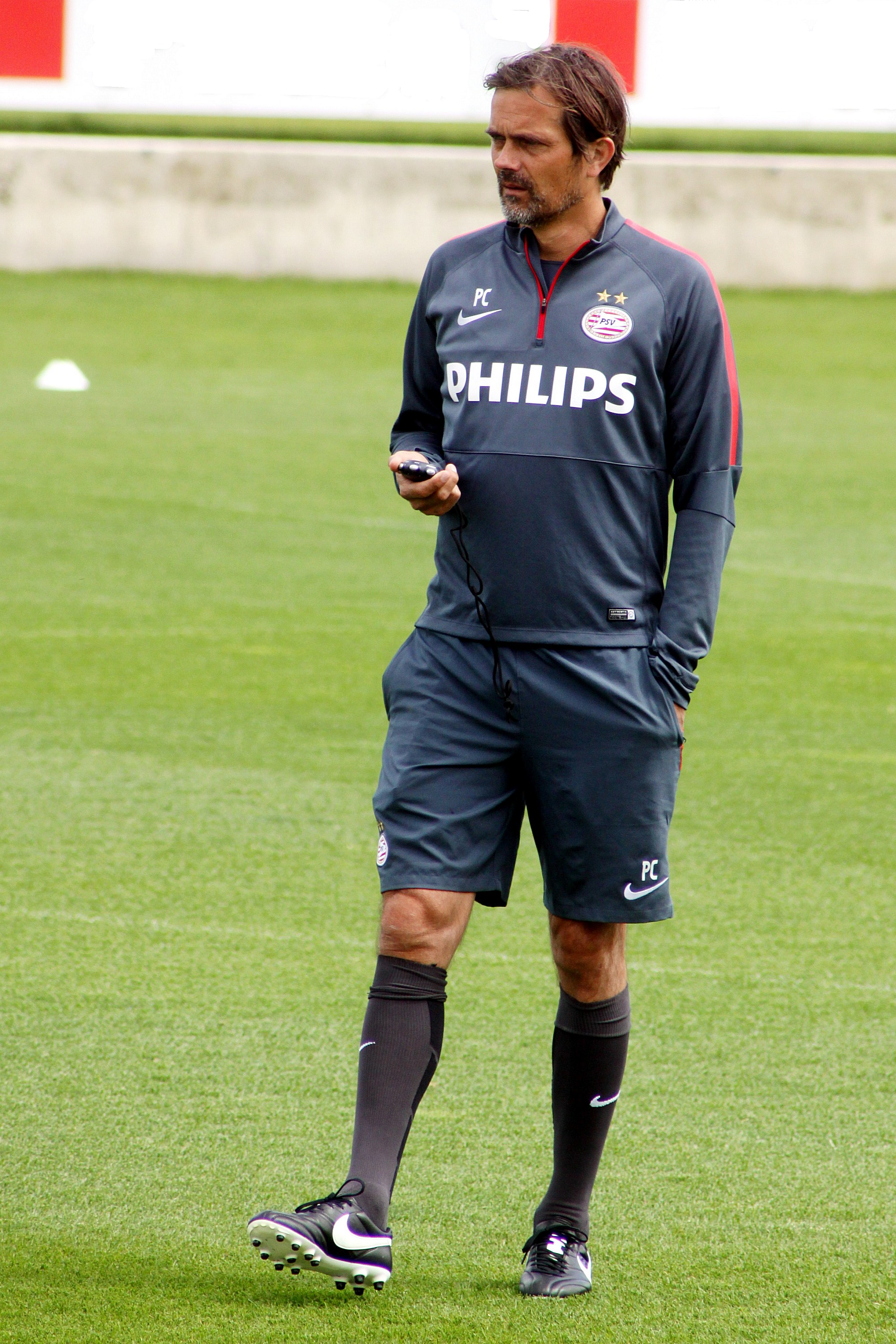
Philip Cocu mentre dirige un allenamento al PSV.

Nel 2014-2015 il PSV domina in campionato con un largo distacco dall'Ajax vincendo il titolo il 18 aprile 2015 con tre turni d'anticipo, in Europa League viene eliminato ai sedicesimi dallo Zenit San Pietroburgo e in Coppa d'Olanda viene eliminato agli ottavi di finale di nuovo dal Roda JC.
L'anno seguente inizia con la vittoria della Supercoppa contro il Groningen, arriva agli ottavi di Champions League venendo eliminato dall'Atlético Madrid ai rigori, in Coppa d'Olanda viene eliminato ai quarti dall'Utrecht mentre riesce a vincere il campionato all'ultima giornata con il sorpasso-beffa sull'Ajax per soli due punti.
Nel 2016-2017 vince la Supercoppa contro il Feyenoord, arriva 3º in Eredivisie proprio dietro ai bianco-rossi e all'Ajax, in Coppa d'Olanda esce già al secondo turno per mano dello Sparta Rotterdam mentre in Champions arriva ultimo nel girone con Atletico Madrid, Bayern Monaco e Rostov.
La stagione seguente viene eliminato al terzo turno preliminare di Europa League per mano dell'Osijek e ai quarti della KNVB beker per mano del Feyenoord mentre vince il suo terzo campionato con 4 punti di distacco dall'Ajax.

#### Fenerbahçe e Derby County
Il 22 giugno 2018 annuncia la decisione di lasciare il PSV dopo 5 anni - e 6 trofei vinti - e firma un contratto triennale con i turchi del Fenerbahçe. Esce già al terzo turno di Champions per mano del Benfica (1-0, 1-1) e il 28 ottobre viene esonerato con la squadra al 15º posto in campionato; il 13 dicembre rescinde il contratto con il club turco.
Il 5 luglio 2019 firma un contratto quadriennale con il Derby County in seconda serie inglese arrivando al primo anno 10º a 6 punti dai play-off.
Il 14 novembre 2020 rescinde il proprio contratto con la squadra in zona retrocessione.

#### Vitesse
Il 27 settembre 2022 firma un contratto fino al 2024 con il Vitesse, che in quel momento si trova in zona retrocessione con 5 punti dopo 7 partite di Eredivisie e che riesce a portare alla salvezza con due turni d’anticipo terminando il campionato al decimo posto. Si dimette l'11 novembre 2023 con la squadra all'ultimo posto con 8 punti raccolti in 12 partite.

## Statistiche

### Cronologia presenze e reti in nazionale
| Cronologia completa delle presenze e delle reti in nazionale ― Paesi Bassi | Cronologia completa delle presenze e delle reti in nazionale ― Paesi Bassi | Cronologia completa delle presenze e delle reti in nazionale ― Paesi Bassi | Cronologia completa delle presenze e delle reti in nazionale ― Paesi Bassi | Cronologia completa delle presenze e delle reti in nazionale ― Paesi Bassi | Cronologia completa delle presenze e delle reti in nazionale ― Paesi Bassi | Cronologia completa delle presenze e delle reti in nazionale ― Paesi Bassi | Cronologia completa delle presenze e delle reti in nazionale ― Paesi Bassi |
| Data                                                                       | Città                                                                      | In casa                                                                    | Risultato                                                                  | Ospiti                                                                     | Competizione                                                               | Reti                                                                       | Note                                                                       |
| -------------------------------------------------------------------------- | -------------------------------------------------------------------------- | -------------------------------------------------------------------------- | -------------------------------------------------------------------------- | -------------------------------------------------------------------------- | -------------------------------------------------------------------------- | -------------------------------------------------------------------------- | -------------------------------------------------------------------------- |
| 24-4-1996                                                                  | Rotterdam                                                                  | Paesi Bassi                                                                | 0 – 1                                                                      | Germania                                                                   | Amichevole                                                                 | -                                                                          | 56’                                                                        |
| 29-5-1996                                                                  | Tilburg                                                                    | Paesi Bassi                                                                | 2 – 0                                                                      | Cina                                                                       | Amichevole                                                                 | -                                                                          | 73’                                                                        |
| 4-6-1996                                                                   | Rotterdam                                                                  | Paesi Bassi                                                                | 3 – 1                                                                      | Irlanda                                                                    | Amichevole                                                                 | 1                                                                          | 75’                                                                        |
| 10-6-1996                                                                  | Birmingham                                                                 | Paesi Bassi                                                                | 0 – 0                                                                      | Scozia                                                                     | Euro 1996 - 1º turno                                                       | -                                                                          | 78’                                                                        |
| 18-6-1996                                                                  | Londra                                                                     | Paesi Bassi                                                                | 1 – 4                                                                      | Inghilterra                                                                | Euro 1996 - 1º turno                                                       | -                                                                          | 71’                                                                        |
| 22-6-1996                                                                  | Liverpool                                                                  | Paesi Bassi                                                                | 0 – 0 dts (4 – 5 dtr)                                                      | Francia                                                                    | Euro 1996 - Quarti di finale                                               | -                                                                          |                                                                            |
| 5-10-1996                                                                  | Cardiff                                                                    | Galles                                                                     | 1 – 3                                                                      | Paesi Bassi                                                                | Qual. Mondiali 1998                                                        | -                                                                          |                                                                            |
| 9-11-1996                                                                  | Eindhoven                                                                  | Paesi Bassi                                                                | 7 – 1                                                                      | Galles                                                                     | Qual. Mondiali 1998                                                        | 1                                                                          |                                                                            |
| 14-12-1996                                                                 | Bruxelles                                                                  | Belgio                                                                     | 0 – 3                                                                      | Paesi Bassi                                                                | Qual. Mondiali 1998                                                        | -                                                                          |                                                                            |
| 26-2-1997                                                                  | Parigi                                                                     | Francia                                                                    | 2 – 1                                                                      | Paesi Bassi                                                                | Amichevole                                                                 | -                                                                          | 79’                                                                        |
| 29-3-1997                                                                  | Amsterdam                                                                  | Paesi Bassi                                                                | 4 – 0                                                                      | San Marino                                                                 | Qual. Mondiali 1998                                                        | -                                                                          |                                                                            |
| 2-4-1997                                                                   | Bursa                                                                      | Turchia                                                                    | 1 – 0                                                                      | Paesi Bassi                                                                | Qual. Mondiali 1998                                                        | -                                                                          |                                                                            |
| 4-6-1997                                                                   | Johannesburg                                                               | Sudafrica                                                                  | 0 – 2                                                                      | Paesi Bassi                                                                | Amichevole                                                                 | -                                                                          |                                                                            |
| 6-9-1997                                                                   | Rotterdam                                                                  | Paesi Bassi                                                                | 3 – 1                                                                      | Belgio                                                                     | Qual. Mondiali 1998                                                        | -                                                                          |                                                                            |
| 11-10-1997                                                                 | Amsterdam                                                                  | Paesi Bassi                                                                | 0 – 0                                                                      | Turchia                                                                    | Qual. Mondiali 1998                                                        | -                                                                          |                                                                            |
| 21-2-1998                                                                  | Miami                                                                      | Stati Uniti                                                                | 0 – 2                                                                      | Paesi Bassi                                                                | Amichevole                                                                 | -                                                                          |                                                                            |
| 24-2-1998                                                                  | Miami                                                                      | Messico                                                                    | 2 – 3                                                                      | Paesi Bassi                                                                | Amichevole                                                                 | -                                                                          |                                                                            |
| 27-5-1998                                                                  | Arnhem                                                                     | Paesi Bassi                                                                | 0 – 0                                                                      | Camerun                                                                    | Amichevole                                                                 | -                                                                          |                                                                            |
| 1-6-1998                                                                   | Eindhoven                                                                  | Paesi Bassi                                                                | 5 – 1                                                                      | Paraguay                                                                   | Amichevole                                                                 | -                                                                          | 46’                                                                        |
| 5-6-1998                                                                   | Amsterdam                                                                  | Paesi Bassi                                                                | 5 – 1                                                                      | Nigeria                                                                    | Amichevole                                                                 | -                                                                          | 46’                                                                        |
| 13-6-1998                                                                  | Saint-Denis                                                                | Paesi Bassi                                                                | 0 – 0                                                                      | Belgio                                                                     | Mondiali 1998 - 1º turno                                                   | -                                                                          |                                                                            |
| 20-6-1998                                                                  | Marsiglia                                                                  | Paesi Bassi                                                                | 5 – 0                                                                      | Corea del Sud                                                              | Mondiali 1998 - 1º turno                                                   | 1                                                                          |                                                                            |
| 25-6-1998                                                                  | Saint-Étienne                                                              | Paesi Bassi                                                                | 2 – 2                                                                      | Messico                                                                    | Mondiali 1998 - 1º turno                                                   | 1                                                                          |                                                                            |
| 29-6-1998                                                                  | Tolosa                                                                     | Paesi Bassi                                                                | 2 – 1                                                                      | Jugoslavia                                                                 | Mondiali 1998 - Ottavi di finale                                           | -                                                                          |                                                                            |
| 4-7-1998                                                                   | Marsiglia                                                                  | Paesi Bassi                                                                | 2 – 1                                                                      | Argentina                                                                  | Mondiali 1998 - Quarti di finale                                           | -                                                                          |                                                                            |
| 7-7-1998                                                                   | Marsiglia                                                                  | Brasile                                                                    | 1 – 1 dts (4 – 2 dtr)                                                      | Paesi Bassi                                                                | Mondiali 1998 - Semifinale                                                 | -                                                                          |                                                                            |
| 11-7-1998                                                                  | Parigi                                                                     | Paesi Bassi                                                                | 1 – 2                                                                      | Croazia                                                                    | Mondiali 1998 - Finale 3º posto                                            | -                                                                          | 46’                                                                        |
| 10-10-1998                                                                 | Eindhoven                                                                  | Paesi Bassi                                                                | 2 – 0                                                                      | Perù                                                                       | Amichevole                                                                 | -                                                                          |                                                                            |
| 13-10-1998                                                                 | Arnhem                                                                     | Paesi Bassi                                                                | 0 – 0                                                                      | Ghana                                                                      | Amichevole                                                                 | -                                                                          |                                                                            |
| 18-11-1998                                                                 | Gelsenkirchen                                                              | Germania                                                                   | 1 – 1                                                                      | Paesi Bassi                                                                | Amichevole                                                                 | -                                                                          | 75’                                                                        |
| 10-2-1999                                                                  | Parigi                                                                     | Portogallo                                                                 | 0 – 0                                                                      | Paesi Bassi                                                                | Amichevole                                                                 | -                                                                          |                                                                            |
| 31-3-1999                                                                  | Amsterdam                                                                  | Paesi Bassi                                                                | 1 – 1                                                                      | Argentina                                                                  | Amichevole                                                                 | -                                                                          | 72’                                                                        |
| 5-6-1999                                                                   | Salvador                                                                   | Brasile                                                                    | 2 – 2                                                                      | Paesi Bassi                                                                | Amichevole                                                                 | -                                                                          | 34’                                                                        |
| 8-6-1999                                                                   | Goiânia                                                                    | Brasile                                                                    | 3 – 1                                                                      | Paesi Bassi                                                                | Amichevole                                                                 | -                                                                          | 43’                                                                        |
| 18-8-1999                                                                  | Copenaghen                                                                 | Danimarca                                                                  | 0 – 0                                                                      | Paesi Bassi                                                                | Amichevole                                                                 | -                                                                          | 32’                                                                        |
| 4-9-1999                                                                   | Rotterdam                                                                  | Paesi Bassi                                                                | 5 – 5                                                                      | Belgio                                                                     | Amichevole                                                                 | -                                                                          | 76’                                                                        |
| 13-11-1999                                                                 | Eindhoven                                                                  | Paesi Bassi                                                                | 1 – 1                                                                      | Rep. Ceca                                                                  | Amichevole                                                                 | -                                                                          | 87’                                                                        |
| 23-2-2000                                                                  | Amsterdam                                                                  | Paesi Bassi                                                                | 2 – 1                                                                      | Germania                                                                   | Amichevole                                                                 | -                                                                          | 76’                                                                        |
| 29-3-2000                                                                  | Bruxelles                                                                  | Belgio                                                                     | 2 – 2                                                                      | Paesi Bassi                                                                | Amichevole                                                                 | -                                                                          | 46’                                                                        |
| 27-5-2000                                                                  | Amsterdam                                                                  | Paesi Bassi                                                                | 2 – 1                                                                      | Romania                                                                    | Amichevole                                                                 | -                                                                          |                                                                            |
| 4-6-2000                                                                   | Losanna                                                                    | Polonia                                                                    | 1 – 3                                                                      | Paesi Bassi                                                                | Amichevole                                                                 | -                                                                          | 59’                                                                        |
| 11-6-2000                                                                  | Amsterdam                                                                  | Paesi Bassi                                                                | 1 – 0                                                                      | Rep. Ceca                                                                  | Euro 2000 - 1º turno                                                       | -                                                                          |                                                                            |
| 16-6-2000                                                                  | Rotterdam                                                                  | Danimarca                                                                  | 0 – 3                                                                      | Paesi Bassi                                                                | Euro 2000 - 1º turno                                                       | -                                                                          |                                                                            |
| 21-6-2000                                                                  | Amsterdam                                                                  | Francia                                                                    | 2 – 3                                                                      | Paesi Bassi                                                                | Euro 2000 - 1º turno                                                       | -                                                                          | 85’                                                                        |
| 25-6-2000                                                                  | Rotterdam                                                                  | Paesi Bassi                                                                | 6 – 1                                                                      | Jugoslavia                                                                 | Euro 2000 - Quarti di finale                                               | -                                                                          |                                                                            |
| 29-6-2000                                                                  | Amsterdam                                                                  | Paesi Bassi                                                                | 0 – 0 dts (1 – 3 dtr)                                                      | Italia                                                                     | Euro 2000 - Semifinale                                                     | -                                                                          | 90+5’                                                                      |
| 2-9-2000                                                                   | Amsterdam                                                                  | Paesi Bassi                                                                | 2 – 2                                                                      | Irlanda                                                                    | Qual. Mondiali 2002                                                        | -                                                                          |                                                                            |
| 7-10-2000                                                                  | Strovolos                                                                  | Cipro                                                                      | 0 – 4                                                                      | Paesi Bassi                                                                | Qual. Mondiali 2002                                                        | -                                                                          |                                                                            |
| 11-10-2000                                                                 | Rotterdam                                                                  | Paesi Bassi                                                                | 0 – 2                                                                      | Portogallo                                                                 | Qual. Mondiali 2002                                                        | -                                                                          |                                                                            |
| 15-11-2000                                                                 | Siviglia                                                                   | Spagna                                                                     | 1 – 2                                                                      | Paesi Bassi                                                                | Amichevole                                                                 | -                                                                          | 46’                                                                        |
| 28-2-2001                                                                  | Amsterdam                                                                  | Paesi Bassi                                                                | 0 – 0                                                                      | Turchia                                                                    | Amichevole                                                                 | -                                                                          | 46’                                                                        |
| 24-3-2001                                                                  | Barcellona                                                                 | Andorra                                                                    | 0 – 5                                                                      | Paesi Bassi                                                                | Qual. Mondiali 2002                                                        | -                                                                          |                                                                            |
| 28-3-2001                                                                  | Porto                                                                      | Portogallo                                                                 | 2 – 2                                                                      | Paesi Bassi                                                                | Qual. Mondiali 2002                                                        | -                                                                          | 36’                                                                        |
| 25-4-2001                                                                  | Eindhoven                                                                  | Paesi Bassi                                                                | 4 – 0                                                                      | Cipro                                                                      | Qual. Mondiali 2002                                                        | -                                                                          |                                                                            |
| 2-6-2001                                                                   | Tallinn                                                                    | Estonia                                                                    | 2 – 4                                                                      | Paesi Bassi                                                                | Qual. Mondiali 2002                                                        | -                                                                          |                                                                            |
| 15-8-2001                                                                  | Londra                                                                     | Inghilterra                                                                | 0 – 2                                                                      | Paesi Bassi                                                                | Amichevole                                                                 | -                                                                          | cap. 81’                                                                   |
| 1-9-2001                                                                   | Dublino                                                                    | Irlanda                                                                    | 1 – 0                                                                      | Paesi Bassi                                                                | Qual. Mondiali 2002                                                        | -                                                                          | cap.                                                                       |
| 5-9-2001                                                                   | Eindhoven                                                                  | Paesi Bassi                                                                | 5 – 0                                                                      | Estonia                                                                    | Qual. Mondiali 2002                                                        | 1                                                                          | cap.                                                                       |
| 13-2-2002                                                                  | Rotterdam                                                                  | Paesi Bassi                                                                | 1 – 1                                                                      | Inghilterra                                                                | Amichevole                                                                 | -                                                                          | 46’                                                                        |
| 27-3-2002                                                                  | Rotterdam                                                                  | Paesi Bassi                                                                | 1 – 0                                                                      | Spagna                                                                     | Amichevole                                                                 | -                                                                          |                                                                            |
| 19-5-2002                                                                  | Foxborough                                                                 | Stati Uniti                                                                | 0 – 2                                                                      | Paesi Bassi                                                                | Amichevole                                                                 | -                                                                          | 76’                                                                        |
| 21-8-2002                                                                  | Oslo                                                                       | Norvegia                                                                   | 0 – 1                                                                      | Paesi Bassi                                                                | Amichevole                                                                 | -                                                                          |                                                                            |
| 7-9-2002                                                                   | Eindhoven                                                                  | Paesi Bassi                                                                | 3 – 0                                                                      | Bielorussia                                                                | Qual. Euro 2004                                                            | -                                                                          |                                                                            |
| 16-10-2002                                                                 | Vienna                                                                     | Austria                                                                    | 0 – 3                                                                      | Paesi Bassi                                                                | Qual. Euro 2004                                                            | 1                                                                          | 77’                                                                        |
| 20-11-2002                                                                 | Gelsenkirchen                                                              | Germania                                                                   | 1 – 3                                                                      | Paesi Bassi                                                                | Amichevole                                                                 | -                                                                          | 46’                                                                        |
| 12-2-2003                                                                  | Amsterdam                                                                  | Paesi Bassi                                                                | 1 – 0                                                                      | Argentina                                                                  | Amichevole                                                                 | -                                                                          | 81’                                                                        |
| 30-4-2003                                                                  | Eindhoven                                                                  | Paesi Bassi                                                                | 1 – 1                                                                      | Portogallo                                                                 | Amichevole                                                                 | -                                                                          | 46’                                                                        |
| 7-6-2003                                                                   | Minsk                                                                      | Bielorussia                                                                | 0 – 2                                                                      | Paesi Bassi                                                                | Qual. Euro 2004                                                            | -                                                                          |                                                                            |
| 20-8-2003                                                                  | Bruxelles                                                                  | Belgio                                                                     | 1 – 1                                                                      | Paesi Bassi                                                                | Amichevole                                                                 | -                                                                          | 24’, 79’                                                                   |
| 6-9-2003                                                                   | Rotterdam                                                                  | Paesi Bassi                                                                | 3 – 1                                                                      | Austria                                                                    | Qual. Euro 2004                                                            | 1                                                                          |                                                                            |
| 10-9-2003                                                                  | Praga                                                                      | Rep. Ceca                                                                  | 3 – 1                                                                      | Paesi Bassi                                                                | Qual. Euro 2004                                                            | -                                                                          |                                                                            |
| 11-10-2003                                                                 | Eindhoven                                                                  | Paesi Bassi                                                                | 5 – 0                                                                      | Moldavia                                                                   | Qual. Euro 2004                                                            | -                                                                          | cap.                                                                       |
| 15-11-2003                                                                 | Edimburgo                                                                  | Scozia                                                                     | 1 – 0                                                                      | Paesi Bassi                                                                | Qual. Euro 2004                                                            | -                                                                          |                                                                            |
| 19-11-2003                                                                 | Amsterdam                                                                  | Paesi Bassi                                                                | 6 – 0                                                                      | Scozia                                                                     | Qual. Euro 2004                                                            | -                                                                          | cap.                                                                       |
| 18-2-2004                                                                  | Amsterdam                                                                  | Paesi Bassi                                                                | 1 – 0                                                                      | Stati Uniti                                                                | Amichevole                                                                 | -                                                                          | cap. 72’                                                                   |
| 31-3-2004                                                                  | Rotterdam                                                                  | Paesi Bassi                                                                | 0 – 0                                                                      | Francia                                                                    | Amichevole                                                                 | -                                                                          | cap.                                                                       |
| 29-5-2004                                                                  | Eindhoven                                                                  | Paesi Bassi                                                                | 0 – 1                                                                      | Belgio                                                                     | Amichevole                                                                 | -                                                                          | cap.                                                                       |
| 1-6-2004                                                                   | Losanna                                                                    | Paesi Bassi                                                                | 3 – 0                                                                      | Fær Øer                                                                    | Amichevole                                                                 | -                                                                          | cap. 46’                                                                   |
| 5-6-2004                                                                   | Amsterdam                                                                  | Paesi Bassi                                                                | 0 – 1                                                                      | Irlanda                                                                    | Amichevole                                                                 | -                                                                          | cap.                                                                       |
| 15-6-2004                                                                  | Porto                                                                      | Germania                                                                   | 1 – 1                                                                      | Paesi Bassi                                                                | Euro 2004 - 1º turno                                                       | -                                                                          | cap. 29’                                                                   |
| 19-6-2004                                                                  | Aveiro                                                                     | Paesi Bassi                                                                | 2 – 3                                                                      | Rep. Ceca                                                                  | Euro 2004 - 1º turno                                                       | -                                                                          | cap.                                                                       |
| 23-6-2004                                                                  | Braga                                                                      | Paesi Bassi                                                                | 3 – 0                                                                      | Lettonia                                                                   | Euro 2004 - 1º turno                                                       | -                                                                          |                                                                            |
| 26-6-2004                                                                  | Faro                                                                       | Svezia                                                                     | 0 – 0 dts (4 – 5 dtr)                                                      | Paesi Bassi                                                                | Euro 2004 - Quarti di finale                                               | -                                                                          |                                                                            |
| 30-6-2004                                                                  | Lisbona                                                                    | Portogallo                                                                 | 2 – 1                                                                      | Paesi Bassi                                                                | Euro 2004 - Semifinale                                                     | -                                                                          | cap.                                                                       |
| 9-10-2004                                                                  | Skopje                                                                     | Macedonia                                                                  | 2 – 2                                                                      | Paesi Bassi                                                                | Qual. Mondiali 2006                                                        | -                                                                          | 60’                                                                        |
| 13-10-2004                                                                 | Amsterdam                                                                  | Paesi Bassi                                                                | 3 – 1                                                                      | Finlandia                                                                  | Qual. Mondiali 2006                                                        | -                                                                          |                                                                            |
| 17-11-2004                                                                 | Barcellona                                                                 | Andorra                                                                    | 0 – 3                                                                      | Paesi Bassi                                                                | Qual. Mondiali 2006                                                        | 1                                                                          | 82’                                                                        |
| 26-3-2005                                                                  | Bucarest                                                                   | Romania                                                                    | 0 – 2                                                                      | Paesi Bassi                                                                | Qual. Mondiali 2006                                                        | 1                                                                          |                                                                            |
| 30-3-2005                                                                  | Eindhoven                                                                  | Paesi Bassi                                                                | 2 – 0                                                                      | Armenia                                                                    | Qual. Mondiali 2006                                                        | -                                                                          |                                                                            |
| 8-6-2005                                                                   | Helsinki                                                                   | Finlandia                                                                  | 0 – 4                                                                      | Paesi Bassi                                                                | Qual. Mondiali 2006                                                        | 1                                                                          |                                                                            |
| 17-8-2005                                                                  | Rotterdam                                                                  | Paesi Bassi                                                                | 2 – 2                                                                      | Germania                                                                   | Amichevole                                                                 | -                                                                          |                                                                            |
| 3-9-2005                                                                   | Erevan                                                                     | Armenia                                                                    | 0 – 1                                                                      | Paesi Bassi                                                                | Qual. Mondiali 2006                                                        | -                                                                          |                                                                            |
| 7-9-2005                                                                   | Eindhoven                                                                  | Paesi Bassi                                                                | 4 – 0                                                                      | Andorra                                                                    | Qual. Mondiali 2006                                                        | -                                                                          | 38’                                                                        |
| 12-11-2005                                                                 | Amsterdam                                                                  | Paesi Bassi                                                                | 1 – 3                                                                      | Italia                                                                     | Amichevole                                                                 | -                                                                          | 87’                                                                        |
| 1-3-2006                                                                   | Amsterdam                                                                  | Paesi Bassi                                                                | 1 – 0                                                                      | Ecuador                                                                    | Amichevole                                                                 | -                                                                          | 71’                                                                        |
| 27-5-2006                                                                  | Rotterdam                                                                  | Paesi Bassi                                                                | 1 – 0                                                                      | Camerun                                                                    | Amichevole                                                                 | -                                                                          | 78’                                                                        |
| 4-6-2006                                                                   | Rotterdam                                                                  | Paesi Bassi                                                                | 1 – 1                                                                      | Australia                                                                  | Amichevole                                                                 | -                                                                          | 37’                                                                        |
| 11-6-2006                                                                  | Lipsia                                                                     | Serbia e Montenegro                                                        | 0 – 1                                                                      | Paesi Bassi                                                                | Mondiali 2006 - 1º turno                                                   | -                                                                          |                                                                            |
| 16-6-2006                                                                  | Stoccarda                                                                  | Paesi Bassi                                                                | 2 – 1                                                                      | Costa d'Avorio                                                             | Mondiali 2006 - 1º turno                                                   | -                                                                          |                                                                            |
| 21-6-2006                                                                  | Francoforte sul Meno                                                       | Paesi Bassi                                                                | 0 – 0                                                                      | Argentina                                                                  | Mondiali 2006 - 1º turno                                                   | -                                                                          | [ 7 ]                                                                      |
| 25-6-2006                                                                  | Norimberga                                                                 | Portogallo                                                                 | 1 – 0                                                                      | Paesi Bassi                                                                | Mondiali 2006 - Ottavi di finale                                           | -                                                                          | 84’                                                                        |
| Totale                                                                     |                                                                            | Presenze (9º posto)                                                        | 101                                                                        |                                                                            | Reti                                                                       | 10                                                                         |                                                                            |

### Statistiche da allenatore

#### Club
Statistiche aggiornate al 30 dicembre 2019. In grassetto le competizioni vinte.
| Stagione            | Squadra             | Campionato          | Campionato | Campionato | Campionato | Campionato | Coppe nazionali | Coppe nazionali | Coppe nazionali | Coppe nazionali | Coppe nazionali | Coppe continentali | Coppe continentali | Coppe continentali | Coppe continentali | Coppe continentali | Altre coppe | Altre coppe | Altre coppe | Altre coppe | Altre coppe | Totale | Totale | Totale | Totale | % Vittorie | Piazzamento |
| Stagione            | Squadra             | Comp                | G          | V          | N          | P          | Comp            | G               | V               | N               | P               | Comp               | G                  | V                  | N                  | P                  | Comp        | G           | V           | N           | P           | G      | V      | N      | P      | %          | Piazzamento |
| ------------------- | ------------------- | ------------------- | ---------- | ---------- | ---------- | ---------- | --------------- | --------------- | --------------- | --------------- | --------------- | ------------------ | ------------------ | ------------------ | ------------------ | ------------------ | ----------- | ----------- | ----------- | ----------- | ----------- | ------ | ------ | ------ | ------ | ---------- | ----------- |
| 2011-2012           | PSV                 | ED                  | 9          | 7          | 0          | 2          | CO              | 2               | 2               | 0               | 0               | UEL                | 1                  | 0                  | 1                  | 0                  | -           | -           | -           | -           | -           | 12     | 9      | 1      | 2      | 75,00      | Sub. 3º     |
| 2013-2014           | PSV                 | ED                  | 34         | 18         | 5          | 11         | CO              | 2               | 1               | 0               | 1               | UCL+UEL            | 4+6                | 2+2                | 1+1                | 1+3                | -           | -           | -           | -           | -           | 46     | 23     | 7      | 16     | 50,00      | 4º          |
| 2014-2015           | PSV                 | ED                  | 34         | 29         | 1          | 4          | CO              | 3               | 2               | 0               | 1               | UEL                | 12                 | 6                  | 2                  | 4                  | -           | -           | -           | -           | -           | 49     | 37     | 3      | 9      | 75,51      | 1º          |
| 2015-2016           | PSV                 | ED                  | 34         | 26         | 6          | 2          | CO              | 4               | 3               | 0               | 1               | UCL                | 8                  | 3                  | 3                  | 2                  | SO          | 1           | 1           | 0           | 0           | 47     | 33     | 9      | 5      | 70,21      | 1º          |
| 2016-2017           | PSV                 | ED                  | 34         | 22         | 10         | 2          | CO              | 2               | 1               | 0               | 1               | UCL                | 6                  | 0                  | 2                  | 4                  | SO          | 1           | 1           | 0           | 0           | 43     | 24     | 12     | 7      | 55,81      | 3º          |
| 2017-2018           | PSV                 | ED                  | 34         | 26         | 5          | 3          | CO              | 4               | 3               | 0               | 1               | UEL                | 2                  | 0                  | 0                  | 2                  | -           | -           | -           | -           |             | 40     | 29     | 5      | 6      | 72,50      | 1º          |
| Totale PSV          | Totale PSV          | Totale PSV          | 179        | 128        | 27         | 24         |                 | 17              | 12              | 0               | 5               |                    | 39                 | 13                 | 10                 | 16                 |             | 2           | 2           | 0           | 0           | 237    | 155    | 37     | 45     | 65,40      |             |
| 2018-2019           | Fenerbahçe          | SL                  | 10         | 2          | 3          | 5          | TK              | 0               | 0               | 0               | 0               | UCL+UEL            | 2+3                | 0+1                | 1+1                | 1+1                | -           | -           | -           | -           | -           | 15     | 3      | 5      | 7      | 20,00      | Eson.       |
| 2019-2020           | Derby County        | FLC                 | 46         | 17         | 13         | 16         | FACup+CdL       | 4+2             | 2+1             | 1+0             | 1+1             | -                  | -                  | -                  | -                  | -                  | -           | -           | -           | -           | -           | 52     | 20     | 14     | 18     | 38,46      | 10°         |
| set.-nov. 2020      | Derby County        | FLC                 | 11         | 1          | 3          | 7          | FACup+CdL       | 0+2             | 0+1             | 0               | 0+1             | -                  | -                  | -                  | -                  | -                  | -           | -           | -           | -           | -           | 13     | 2      | 3      | 8      | 15,38      | Eson.       |
| Totale Derby County | Totale Derby County | Totale Derby County | 57         | 18         | 16         | 23         |                 | 8               | 4               | 1               | 3               |                    | -                  | -                  | -                  | -                  |             | -           | -           | -           | -           | 65     | 22     | 17     | 26     | 33,85      |             |
| ott. 2022-2023      | Vitesse             | ED                  | 25         | 7          | 8          | 10         | CO              | 1               | 0               | 1               | 0               | -                  | -                  | -                  | -                  | -                  | -           | -           | -           | -           | -           | 26     | 7      | 9      | 10     | 26,92      | Sub, 10°    |
| ago.-nov. 2023      | Vitesse             | ED                  | 12         | 2          | 2          | 8          | CO              | 1               | 1               | 0               | 0               | -                  | -                  | -                  | -                  | -                  | -           | -           | -           | -           | -           | 13     | 3      | 2      | 8      | 23,08      | Dim         |
| Totale Vitesse      | Totale Vitesse      | Totale Vitesse      | 37         | 9          | 10         | 18         |                 | 2               | 1               | 1               | 0               |                    | -                  | -                  | -                  | -                  |             | -           | -           | -           | -           | 39     | 10     | 11     | 18     | 25,64      |             |
| Totale carriera     | Totale carriera     | Totale carriera     | 283        | 157        | 56         | 70         |                 | 27              | 17              | 2               | 8               |                    | 44                 | 14                 | 12                 | 18                 |             | 2           | 2           | 0           | 0           | 356    | 190    | 70     | 96     | 53,37      |             |

## Palmarès

### Giocatore
- Coppa dei Paesi Bassi: 2

PSV Eindhoven: 1995-1996, 2004-2005
- Supercoppa dei Paesi Bassi: 2

PSV Eindhoven: 1996, 1997
- Campionato olandese: 4

PSV Eindhoven: 1996-1997, 2004-2005, 2005-2006, 2006-2007
- Campionato spagnolo: 1

Barcellona: 1998-1999

### Allenatore

#### Club
- Coppa dei Paesi Bassi: 1

PSV Eindhoven: 2011-2012
- Campionato olandese: 3

PSV Eindhoven: 2014-2015, 2015-2016, 2017-2018
- Supercoppa dei Paesi Bassi: 2

PSV Eindhoven: 2015, 2016

#### Individuale
- Rinus Michels Award: 2

2015, 2018